# Thompson Island (Antarktika)
Thompson Island ist eine Insel 800 m vor der Budd-Küste des ostantarktischen Wilkeslands. Sie ist die größte und nördlichste der Balaena-Inseln und liegt 24 km nordöstlich der Windmill-Inseln. Die Insel besteht aus zwei felsigen Hügeln, die durch einen verschneiten Sattel voneinander getrennt sind.
Luftaufnahmen der US-amerikanischen Operation Highjump (1946–1947) vom Februar 1947 dienten 1955 dem US-amerikanischen Kartographen Gardner Dean Blodgett der Kartierung. Eine Mannschaft der Australian National Antarctic Research Expeditions (ANARE) besuchte sie am 19. Juni 1956 und benannte sie. Namensgeber ist der Ministerialbeamte Richard Thompson von der Australian Antarctic Division, der in stellvertretender Position über mehrere Jahre Versorgungsfahrten im Rahmen der ANARE zur Insel Heard, zur Macquarie-Insel und zur Mawson-Station geleitet hatte.